# Palais Lascaris
El Palacio Lascaris es una antigua residencia aristocrática de Niza que data de la primera mitad del siglo XVII y que hoy es un museo de instrumentos musicales antiguos. Situado en el corazón del casco antiguo de Niza, alberga una colección de unos 500 instrumentos, lo que la convierte, según el ayuntamiento de Niza, en la segunda colección más importante de Francia.
Los arquitectos del palacio no se conocen por falta de fuentes documentales. Su estilo arquitectónico es el llamado barroco genovés.

## Historia
Construido en la primera mitad del siglo XVII y luego en el siglo XVIII, fue propiedad de la familia Ventimiglia-Lascaris hasta 1802. El palacio, en mal estado a principios del siglo XX, fue comprado en 1942 por la ciudad de Niza, que decidió crear un museo de artes y tradiciones populares regionales. Es objeto  Las obras de rehabilitación se iniciaron en 1963 y finalizaron en 1970, año en que el palacio se abrió finalmente al público. En 2001, las colecciones de instrumentos de la ciudad de Niza se trasladaron del Museo Masséna al Palacio Lascaris para crear un museo de instrumentos musicales. En 2011 se abre por fin al público la exposición permanente de instrumentos musicales antiguos.

## Características

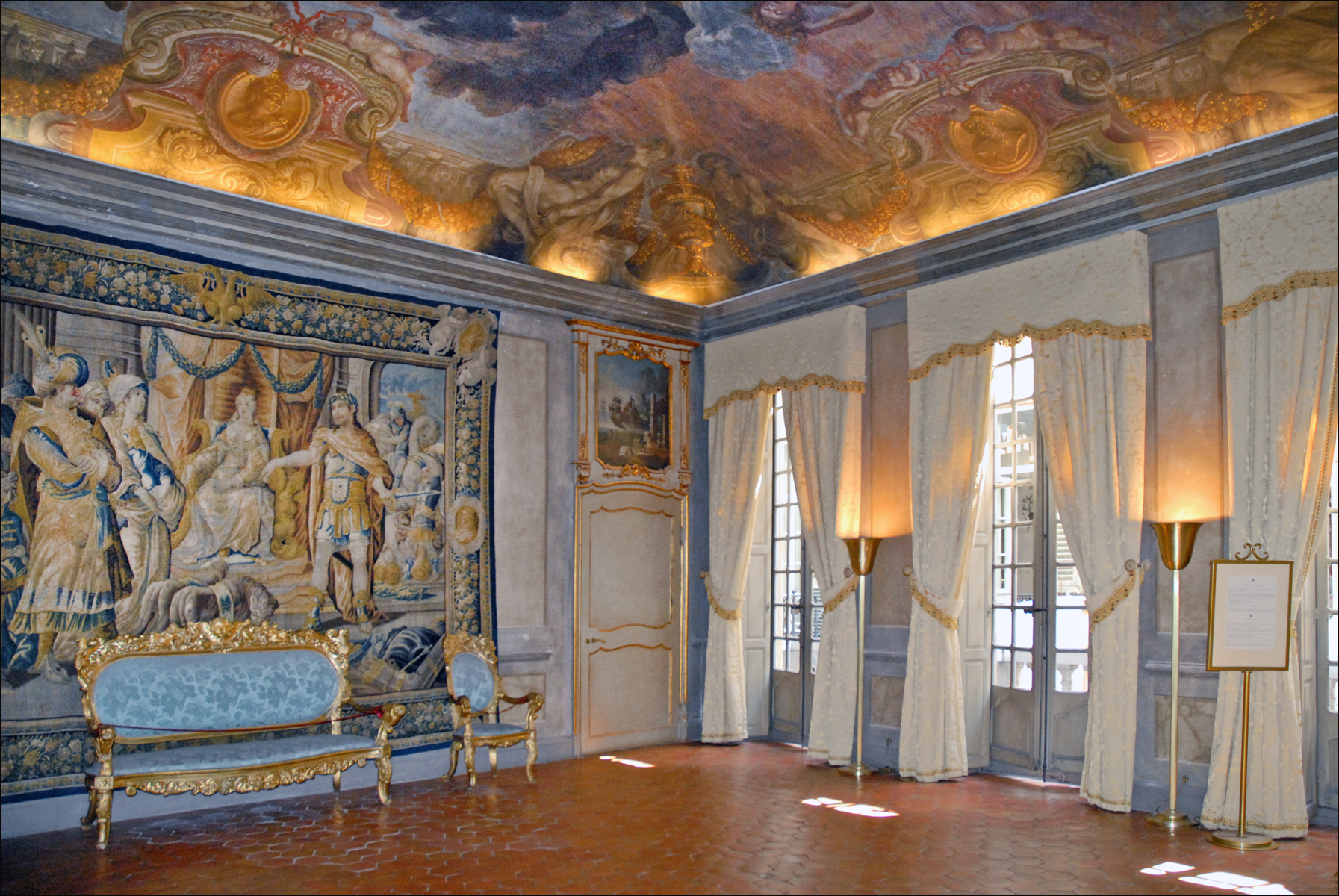
Salón principal del palacio.

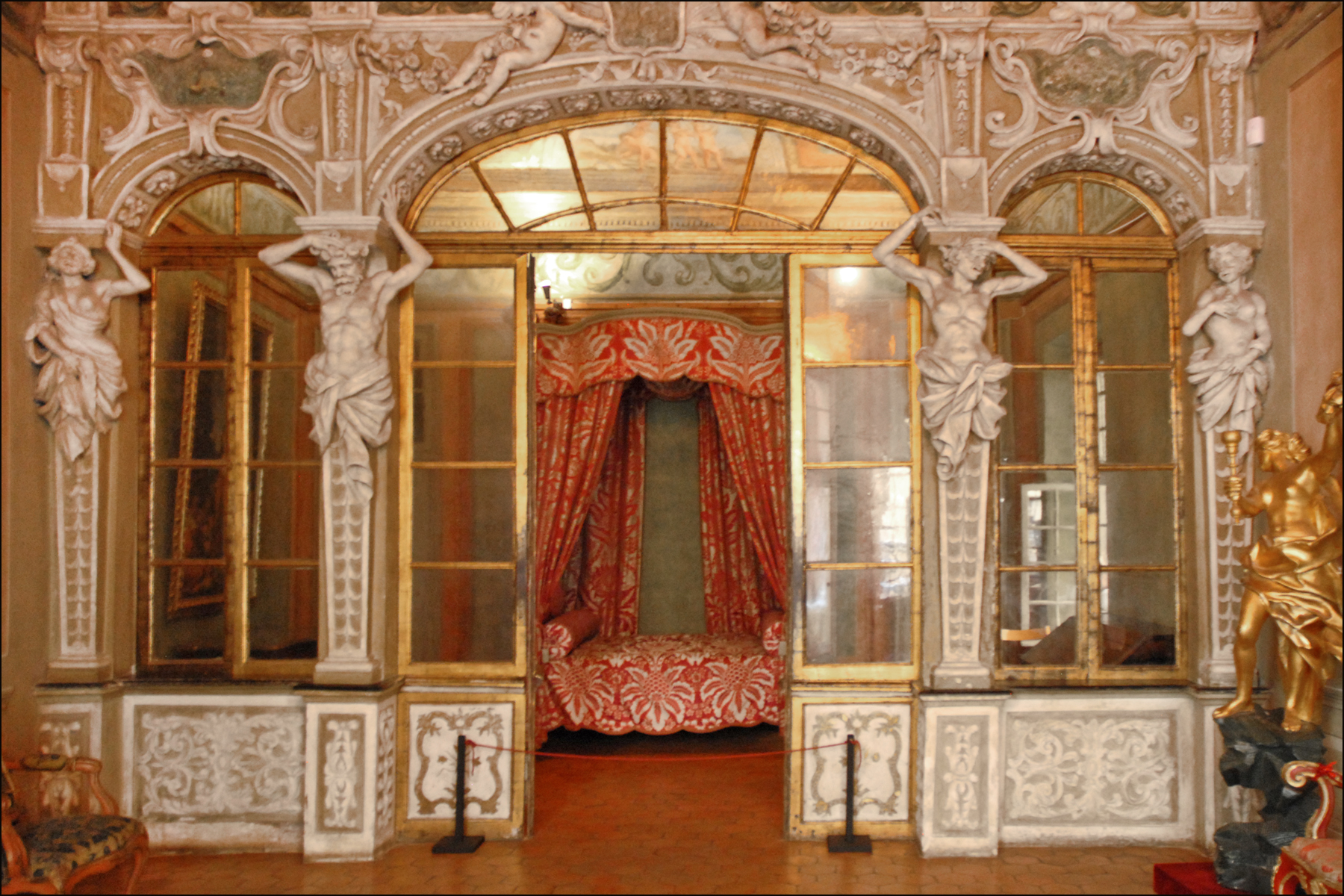
Sala del Estado.

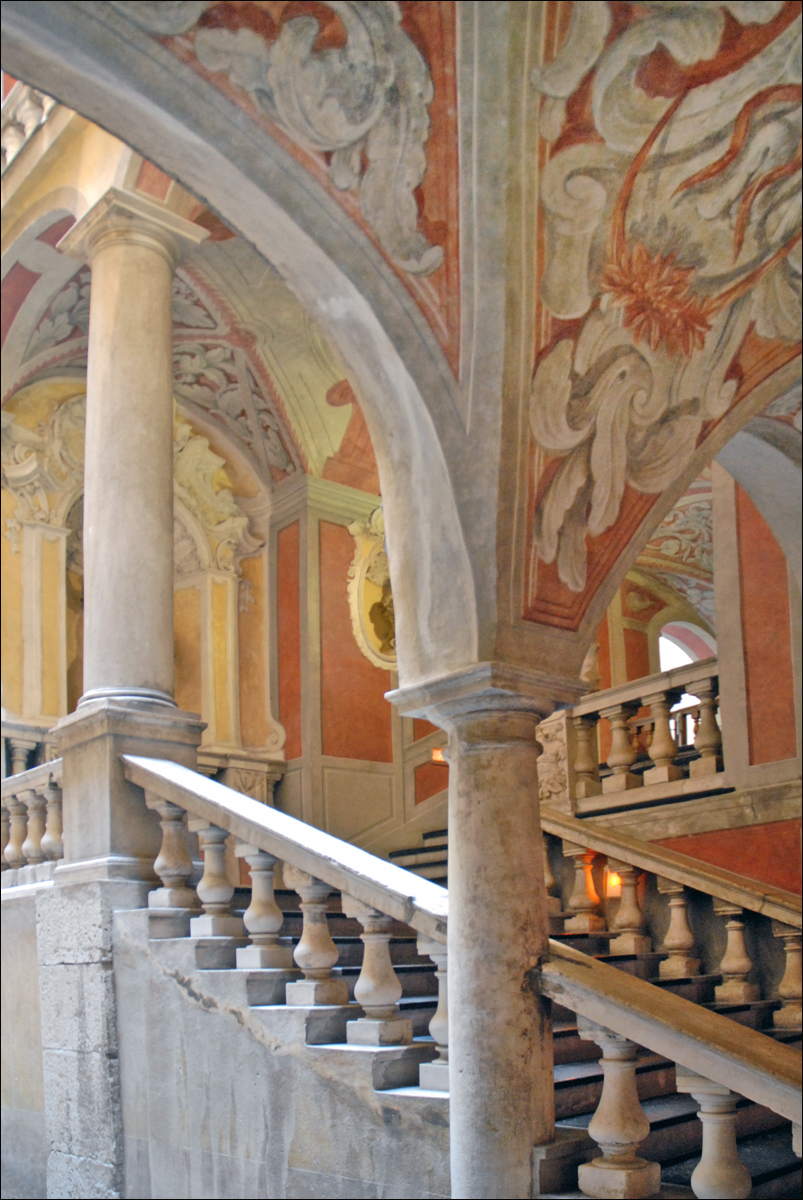
Escaleras.

De estilo barroco, e imbricado en una antigua trama urbana, el palacio muestra una opulenta fachada principal en la que destacan las ventanas y los balcones con balaustres de mármol blanco. 
En el interior, desde la entrada, un imponente vestíbulo con bóveda de crucería, decorado con motivos en tonos vigorosos, contribuye a un bello efecto visual. 
Una escalera monumental rodeada de arcadas y decorada con estatuas conduce a las salas del primer piso utilizadas para las exposiciones temporales. 
En la segunda planta, la llamada planta noble con sus apartamentos ceremoniales conserva las decoraciones del techo  originalmente pintado al fresco a mediados del siglo XVII. Las estatuas y la decoración de rocaille de los salones se añadieron en el siglo XVIII.
Los tapices flamencos y de Aubusson adornan las paredes del museo y los muebles de los siglos XVII y XVIII decoran las distintas salas del museo. 
Numerosas pinturas de tema religioso recuerdan la influencia de la Orden de San Juan de Jerusalén y su vocación. Los objetos de devoción, en particular los relicarios, datan de la herencia dejada por la familia Lascaris-Vintimille.
Todo ello contribuye a hacer de este lugar uno de los más bellos palacios de Niza.
El palacio dedica actualmente su espacio de exposición a la muestra permanente de su colección de instrumentos musicales antiguos, procedentes del legado de Antoine Gautier (1825-1904).

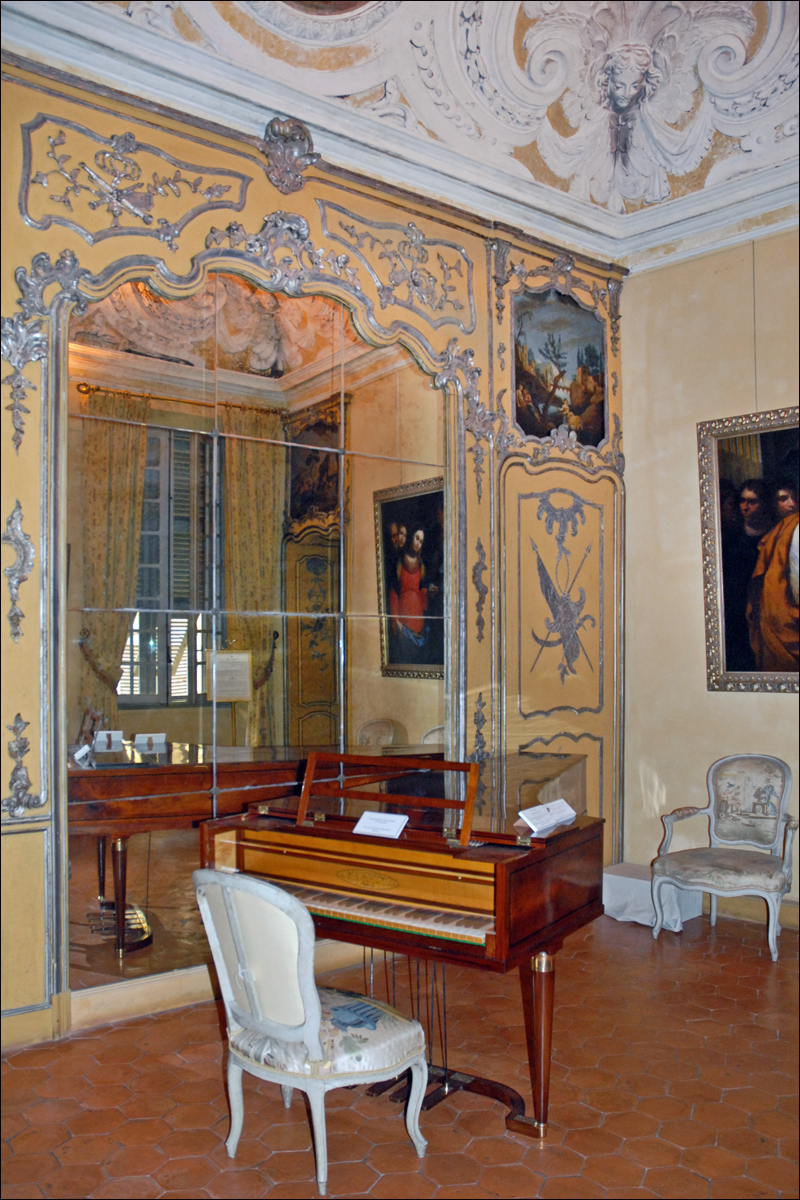
Instrumento expuesto en el salon des saisons.

## Colección

### Legado de Antoine Gautier
La colección instrumental procede principalmente del legado de Antoine Gautier que entró en vigor en 1904.
Antoine Gautier nació en Niza en 1825, hijo de Joseph Octave Gautier, un rico comerciante de madera y de Félicité Rossetti, hija del prefecto Rossetti y nieta del senador Rossetti. Tras cursar estudios clásicos en el colegio de los Jesuitas (actual Liceo Masséna), se convirtió en abogado. Músico aficionado, Antoine Gautier tocaba el violín y la viola, y a los dieciocho años fundó un cuarteto con su hermano Raymond, donde Antoine tocaba la parte de la viola. Instaló su sala de música y su gran colección de instrumentos en su casa de la calle Papacino:

En la calle Papacino, estábamos en el Templo. Todo invitaba a la meditación, la gran biblioteca donde las colecciones cuidadosamente encuadernadas y alineadas de todas las revistas musicales de Europa se encontraban junto a las ediciones raras, las vitrinas [que exhibían] los gongs, las guitarras hawaianas, las trompetas marinas, los archiluths, los quintons, los oboes d'amore, las obras de Maggini o de Guarnieri, los cuatro grandes atriles de roble y el gran piano Pleyel, haciendo la admiración de los visitantes

Numerosos artistas frecuentaban el salón, entre ellos Jacques Thibaud y Eugène Ysaÿe; durante una velada de enero de 1902, Gabriel Fauré tocó allí varias de sus composiciones para piano. En 1903, el Cuarteto Gautier celebró allí su sexagésimo aniversario. Al año siguiente, Antoine Gautier murió en su casa a los 79 años, legando a la ciudad sus colecciones instrumentales de más de 225 piezas y su biblioteca musical.
El legado de Gautier se hizo a favor de la ciudad de Niza mediante un testamento fechado el 26 de mayo de 1901 y un codicilo fechado el 8 de junio del mismo año; fue aceptado por la ciudad de Niza en una reunión extraordinaria del consejo municipal el 19 de septiembre de 1904. El artículo del testamento que se refiere a la herencia es escueto: 

Deseando fomentar la creación en Niza, mi ciudad natal, de una institución de enseñanza musical bien organizada, lego a la ciudad de Niza sesenta mil (60.000) francos, y además mis colecciones de instrumentos musicales y accesorios, obras musicales y libros de música, con la única condición de asignar seiscientos (600) francos anuales a un luthier encargado de la conservación de los instrumentos; creo que el Sr. François Bovis, luthier, sería el más adecuado para este trabajo

Desde el legado de Antoine Gautier, la ciudad de Niza ha seguido enriqueciendo esta colección, que ha sido expuesta o conservada sucesivamente en el Musée des beaux-arts, en el Museo Masséna, en el Conservatorio de Niza y actualmente en el Palais Lascaris.

### Piezas importantes

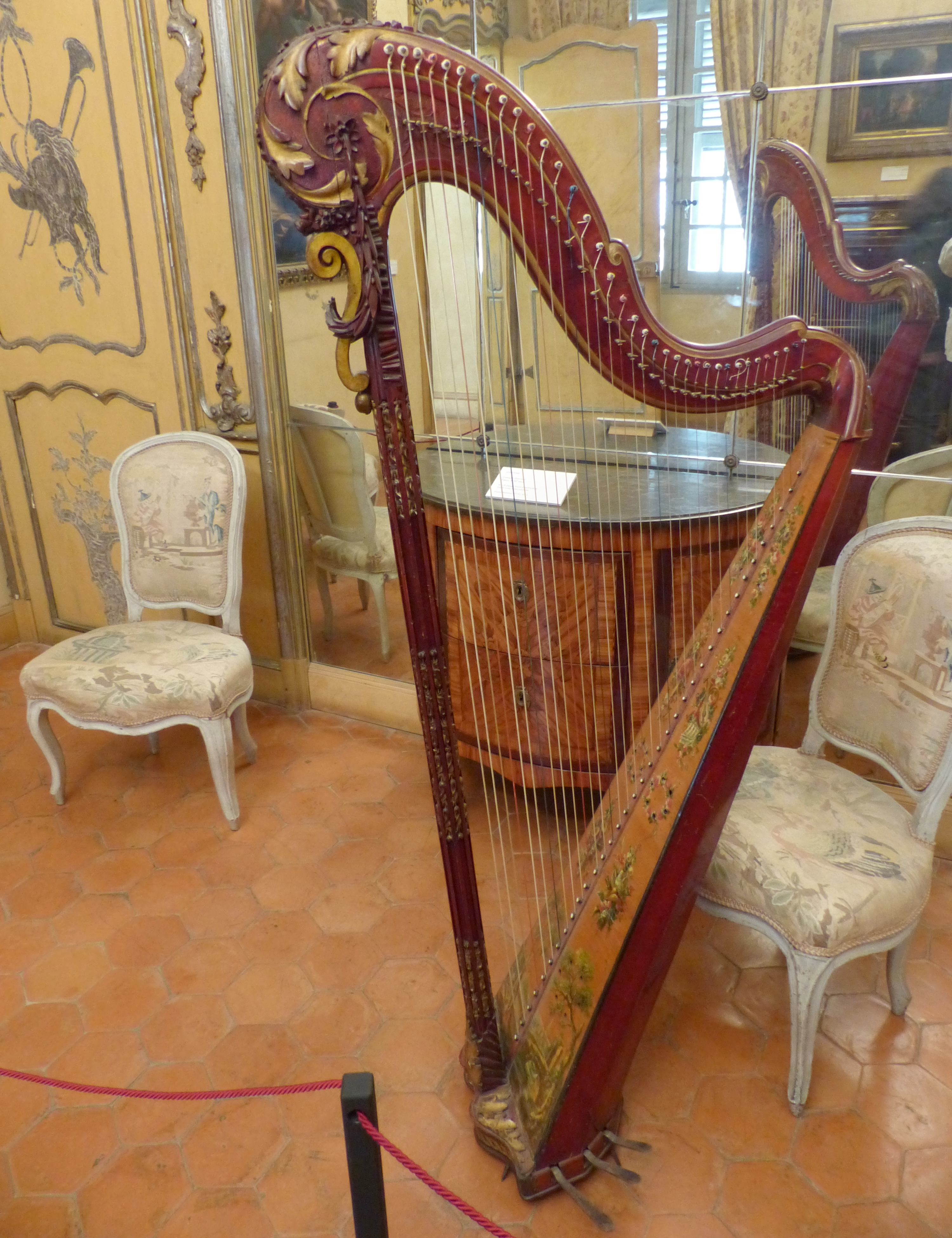
Arpa de Naderman (1780).

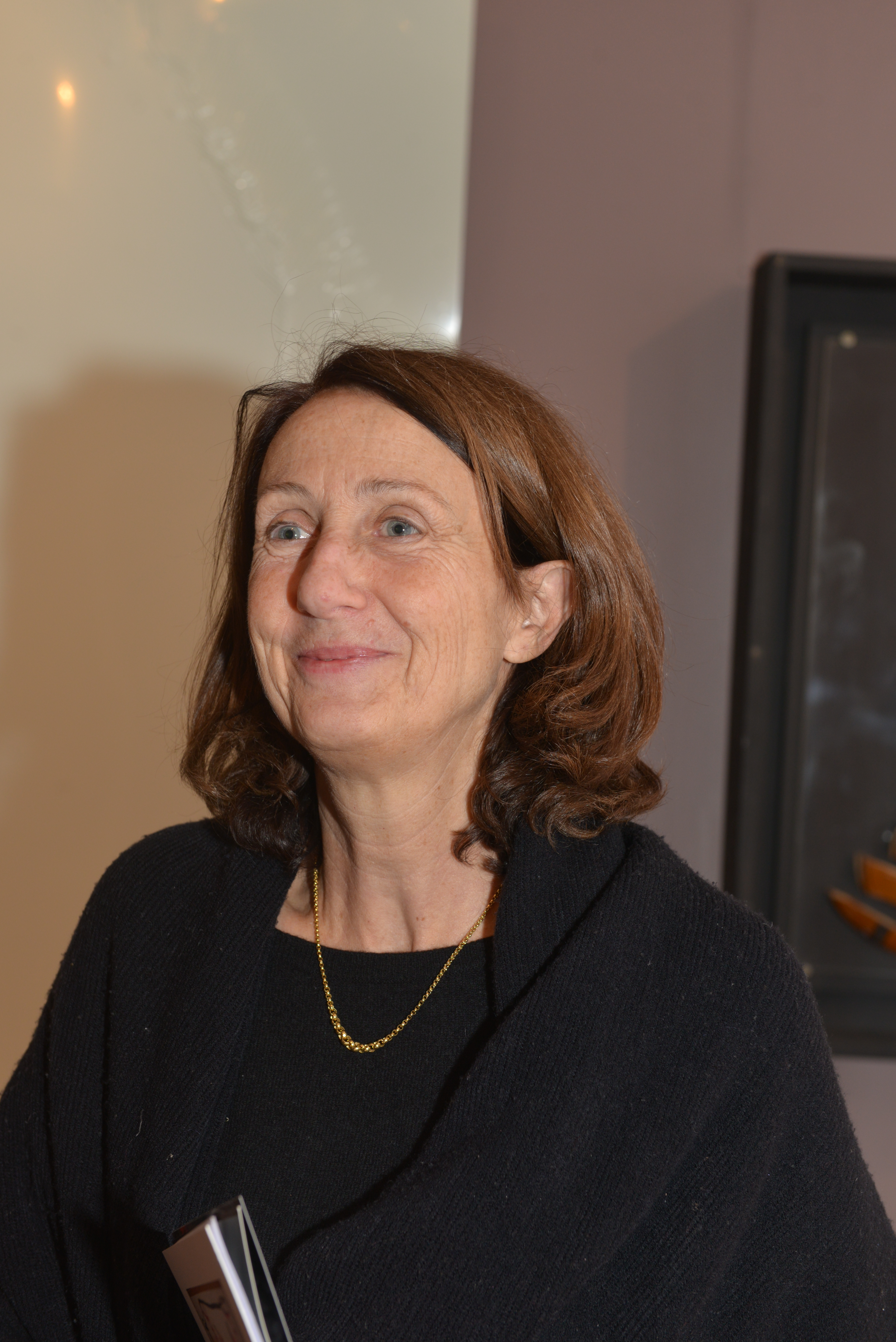
Sylvie Lecat, conservadora del patrimonio del Palacio Lascaris de Niza en diciembre de 2017.

Entre las piezas más importantes están:
- un sacabuche tenor de Anton Schnitzer (Núremberg, 1581).[15][16]

- Violas de amor  de Joannes Florenus Guidanti (Bolonia, 1717),[17] de Gagliano (Napóles, 1697,)[18] de Johann Schorn (Salzburgo, 1699) [19] y de Johann Ott (Füssen, 1727)[20]
- Violas de gamba como la de  de William Turner (Londres, 1652)[21][22]
- un bajo de violín de Paolo Antonio Testore (Milán, 1696).[23]
- varios guitarras barrocas rarísimas, entre ellas una de Giovanni Tesler (Ancona, 1618),[24] una de René Voboam (París, v. 1650),[25][26][27][28] y una de Jean Christophle (Avinón, 1645),[29] lo que constituye una de las más antiguas guitarras francesas datadas.[1]
- Flautas de pico del siglo XVIII, incluida una contralto fabricada por Johann Christoph Denner (Núremberg, principios del siglo XVIII).[30]
- un clavecín anónimo (antiguamente claviórgano) del siglo XVIII.[31]
- Numerosas arpas: primeros prototipos de Sébastien Érard, incluida su primera arpa de un solo movimiento.[32] y su primer de movimiento doble, así como un arpa de Naderman (París, 1780) perteneciente a la vizcondesa de Beaumont[33][34]

- un rar conjunto de clarinetes.[35]
- instrumentos de cuerda experimentales
- varios instrumentos fabricados por Adolphe Sax, incluido un cuarteto de saxofón y un saxotromba.[36]
- instrumentos de teclado franceses de los siglos XVIII al XX, entre ellos el piano Pleyel (París, 1863) que perteneció al Cercle Masséna de Niza.[37]
- una de las más famosas guitarras en estado de ejecución de Antonio de Torres (Almería, 1884).[38]
- muchos instrumentos de factura meridional
- unos cincuenta instrumentos no europeos de la colección Gautier del siglo XIX
- un conjunto de instrumentos de jazz, incluido un saxofón Grafton de los años 50

En 2009, el Grupo AXA depositó en el Palacis Lascaris el Fondo Gaveau-Érard-Pleye,l2 , presentado al público en dos exposiciones: Érard, l'invention de la harpe moderne, 1811-2011 en 2011.  y Le Clavier vivant en 2012. El 31 de enero de 2013, el Instituto de Francia depositó la colección Tissier-Grandpierre (66 instrumentos, entre ellos 18 arpas antiguas) en el Palais Lascaris. 
La colección instrumental del Palacio de Lascaris forma parte del proyecto MIMO (Musical Instrument Museums Online), cuyos registros están disponibles en el sitio web de Europeana.

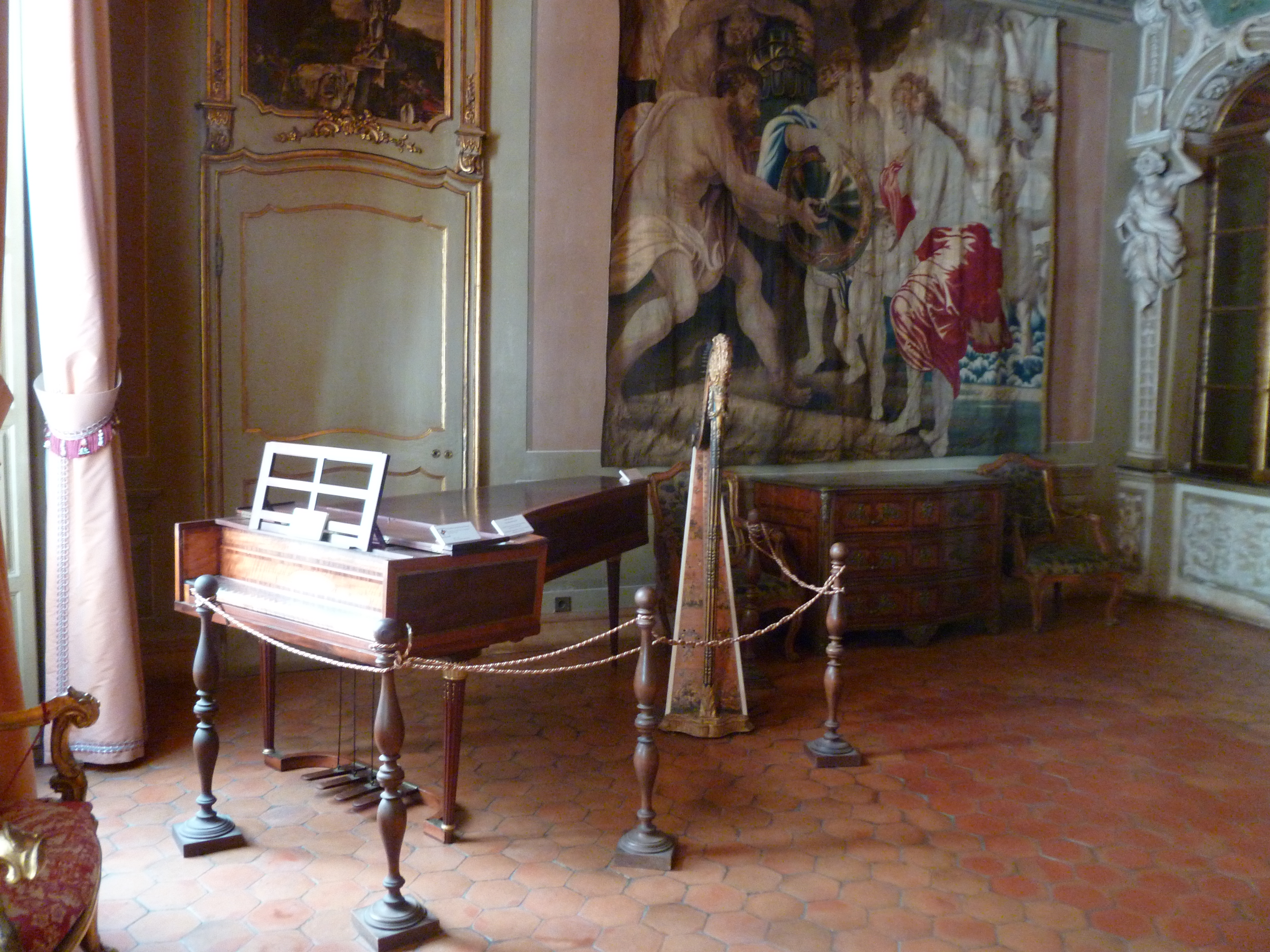
Habitación.
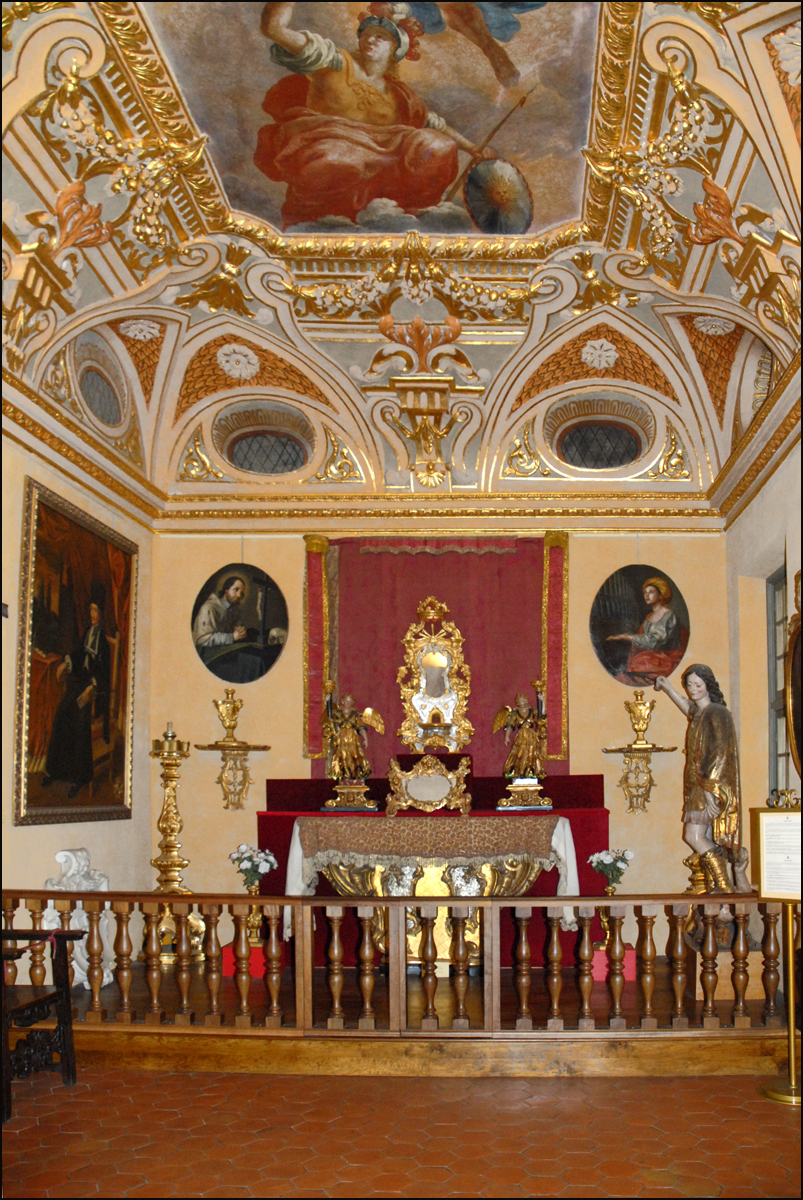
Capilla.
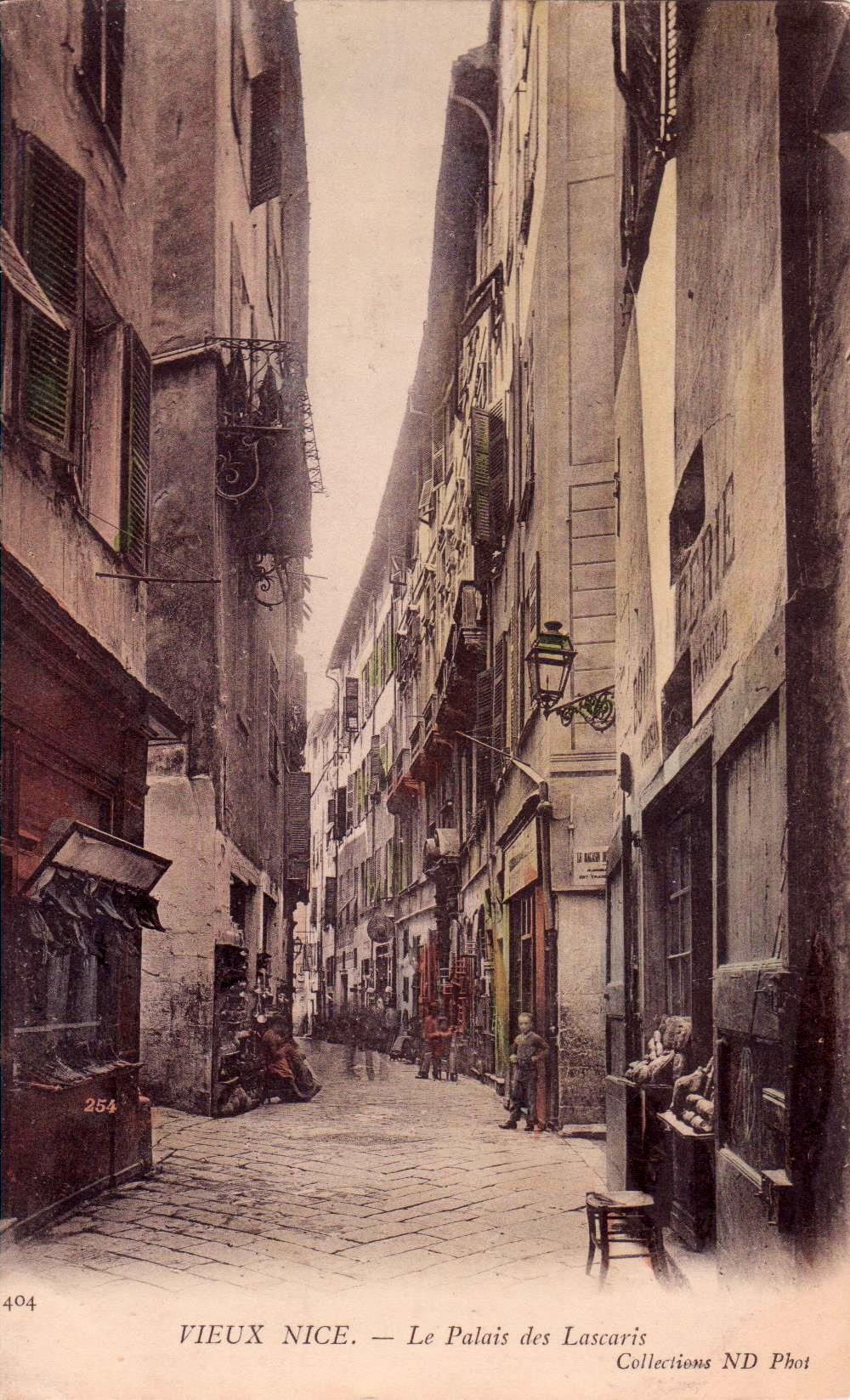
Palais Lascaris, postal enviada en 1910.
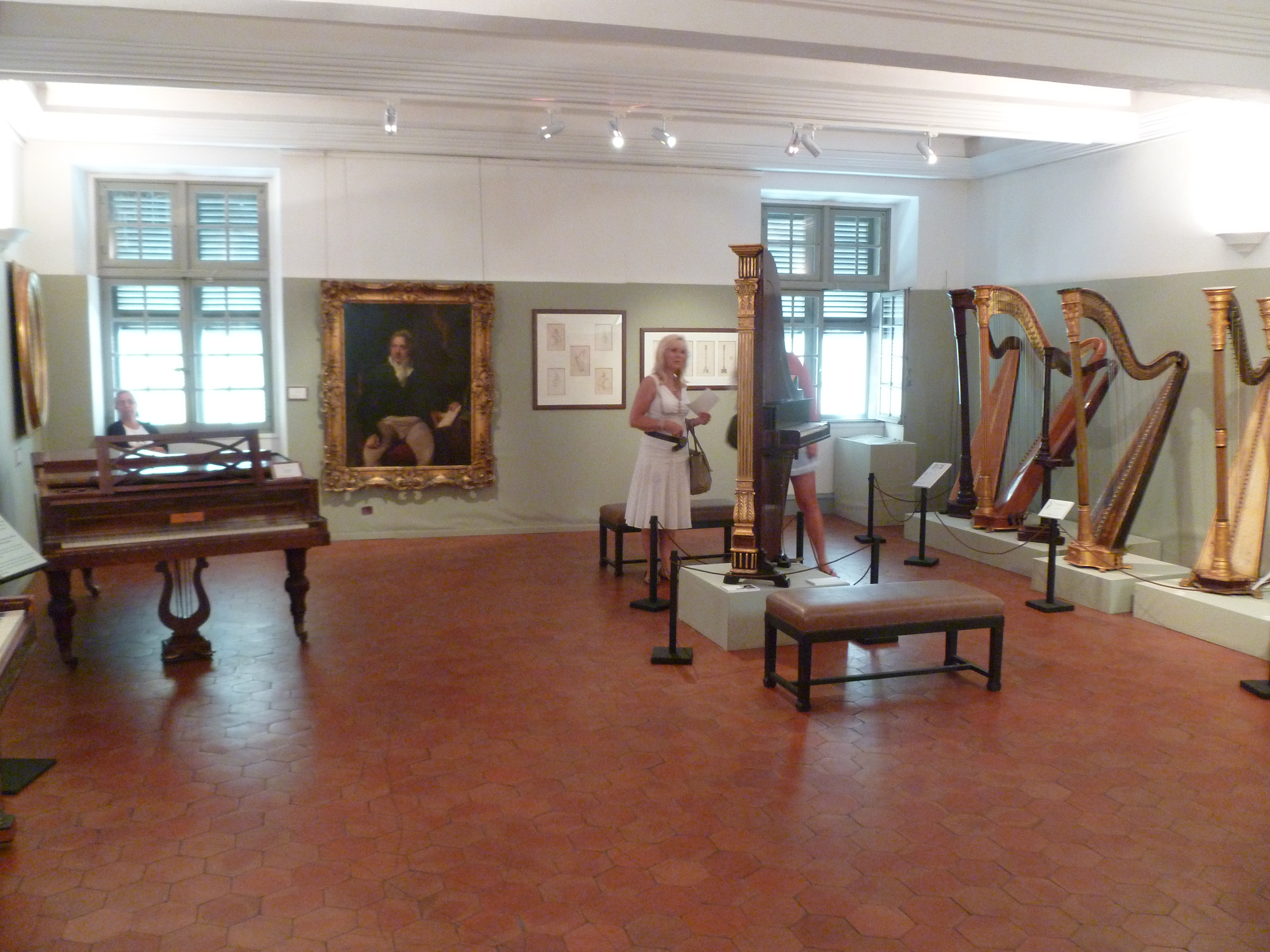
Exposicioó en el palais.